# La Famiglia degli Ortega
La Famiglia degli Ortega è stato un gruppo musicale italiano di rock progressivo, attivo nella prima metà degli anni settanta.

## Storia del gruppo
Il gruppo si forma a Genova, e deve il nome ai due fratelli venezuelani Ortega, chitarristi e fondatori del complesso; tra i componenti, Alberto Canepa ha collaborato in studio e dal vivo con i Delirium, partecipando con loro al Festival di Sanremo 1972.
Nel 1972 suonano al Genova Pop Festival, mettendosi in evidenza per il loro stile che fonde il rock progressivo con il folk e lo stile West Coast: riescono così ad ottenere un contratto con la Carosello, che pubblica il loro 33 giri l'anno successivo.
Nell'album, oltre a sette loro composizioni, vi è un riarrangiamento del canto tradizionale inglese John Barleycorn, già riproposto nel 1970 dai Traffic nel loro album John Barleycorn Must Die.
Alle registrazioni del disco collaborano i batteristi Paolo Siani e Tullio De Piscopo e il tastierista Antonio Marangolo.
Fra i collaboratori esterni del gruppo vi è anche il batterista Carlo Pascucci (ex Optus e Trio Jazz-Rock: Giovanetti-Galletta-Pascucci) che collabora per alcuni spettacoli Live e trasmissioni televisive, sia in Italia che fuori da essa.
Incidono anche due 45 giri, continuando ad esibirsi in giro per l'Italia. Nel 1974 partecipano con il brano Stanlio e Ollio a Un disco per l'estate 1974, ed effettuano una tournée negli Stati Uniti insieme a Michele, per poi sciogliersi al ritorno a causa di alcuni contrasti artistici, poiché Canepa, Biggi e Martini vogliono sviluppare un discorso più legato all'attualità politica, cosa che faranno dopo l'incontro con il cantautore Gian Piero Alloisio, dando vita all'Assemblea Musicale Teatrale.
Nel 1995 la Vinyl Magic ristamperà su CD il loro album, che era diventato nel frattempo molto ricercato tra i collezionisti.

## Formazione
- Alberto Canepa: voce, percussioni
- Ruben Ortega: chitarra, percussioni
- Nestor Ortega: chitarra, percussioni
- Giorgio Buganza: basso
- Gianni Martini chitarra, voce
- Bruno Biggi: chitarra
- Isabella Lombardi: voce solista femminile
- Pierfranco Ledda: voce
- Iolanda Andreoli, Gianna Ducci, Delia Ducci: cori

## Discografia

### 33 giri
- 1973: La Famiglia degli Ortega (Carosello, CLN 25029, ristampato in CD da (Vinyl Magic, VM 062))

### 45 giri
- 1973: Awamalaia/Sogno di una casa (Carosello, CI 20349)
- 1974: Stanlio e Ollio/Una vecchia corriera chiamata "Harry Way" (Carosello, CI 20374)